# 漏尽通
漏尽通，佛教術語，屬三明六通之一種，在很多佛经中，指的是断除疑惑、得究竟后的神通。“漏”即烦恼，“盡”即盡頭、不存在了，消失了、除尽。“漏尽”煩惱已經滅盡，即沒有煩惱，脱离轮回。
佛教教理認為，六通的前五種神通是通外道的法，即外道也能透過修練神通的方法而達到這樣的能力。但第六種的漏盡通，並不是所謂超過一般正常人身心能力的神通，但卻也是佛門以外的任何修行人所無法達到的。因為漏盡通是必須透過佛教三乘菩提中解脫道修行的智慧修證，斷了我見及我執，證阿羅漢果，並加修四禪八定的禪定功夫，才能進一步而證得的一種證量能力。